# Combined Bomber Offensive
Der Begriff Combined Bomber Offensive (CBO; deutsch Verbundene Bomberoffensive; Codename: Operation Pointblank) bezeichnet den strategischen Luftkrieg im Zweiten Weltkrieg der anglo-amerikanischen Alliierten gegen das Deutsche Reich von 1943 bis 1945. Die auf der Casablanca-Konferenz beschlossene Offensive entsprang ursprünglich dem Bemühen der Alliierten, den militärischen Druck auf Deutschland aufrechtzuerhalten, während die Operation Overlord vorbereitet wurde, und richtete sich gegen „das deutsche militärische, industrielle und wirtschaftliche System“ und den Durchhaltewillen der Zivilbevölkerung.
Die Kampagne vereinte zwei zunächst sehr unterschiedliche Strategien – die Nachtangriffe des RAF Bomber Command gegen Flächenziele und die Tagangriffe der United States Army Air Forces (USAAF) gegen Punktziele – zu einer Gesamtstrategie, die bis zum Kriegsende zur weitgehenden Zerstörung nahezu aller deutschen Großstädte und zahlreicher Mittel- und Kleinstädte führte.

## Vorgeschichte

### Luftkriegsdoktrinen der beteiligten Luftstreitkräfte
Sowohl Briten als auch Amerikaner brachten eigene Vorstellungen vom strategischen Bombenkrieg in Europa mit, als sie sich 1943 zur Combined Bomber Offensive entschlossen.
Die britische Luftkriegsdoktrin, entstanden in der Zeit nach dem „Blitz“ und festgelegt in der Area Bombing Directive von 1942, legte den Schwerpunkt auf die Demoralisierung der Zivilbevölkerung durch Flächenbombardements auf deutsche Städte. Nach einigen verlustreichen Versuchen mit Tagangriffen ging das britische Bomber Command bereits früh im Krieg zu einer fast ausschließlichen Nachtangriffsstrategie über.
In der amerikanischen Luftkriegsdoktrin, niedergelegt in den Direktiven AWPD-1 von 1941 und AWPD-42 von 1942, waren Angriffe auf spezifische industrielle Schlüsselziele bei Tag vorgesehen. Kollateralschäden unter der Zivilbevölkerung sollten so weit wie möglich vermieden werden. Mit der schwer bewaffneten Boeing B-17 und dem Norden-Bombenzielgerät fühlte sich die USAAF diesen Anforderungen gewachsen. Ein Begleitschutz durch Jagdflugzeuge wurde zunächst nicht für notwendig erachtet, die in großen Höhen fliegenden Bomber sollten sich in dichten Formationen gegenseitig verteidigen.
Luftkriegstheoretiker beider Alliierten gingen davon aus, durch Luftangriffe, wenn schon nicht den Krieg allein entscheiden, so doch maßgeblich zu dessen Ausgang beitragen zu können. Dabei spielte auch das Bestreben eine Rolle, die Existenzberechtigung unabhängiger Luftstreitkräfte zu demonstrieren.

### Der strategische Luftkrieg bis 1943

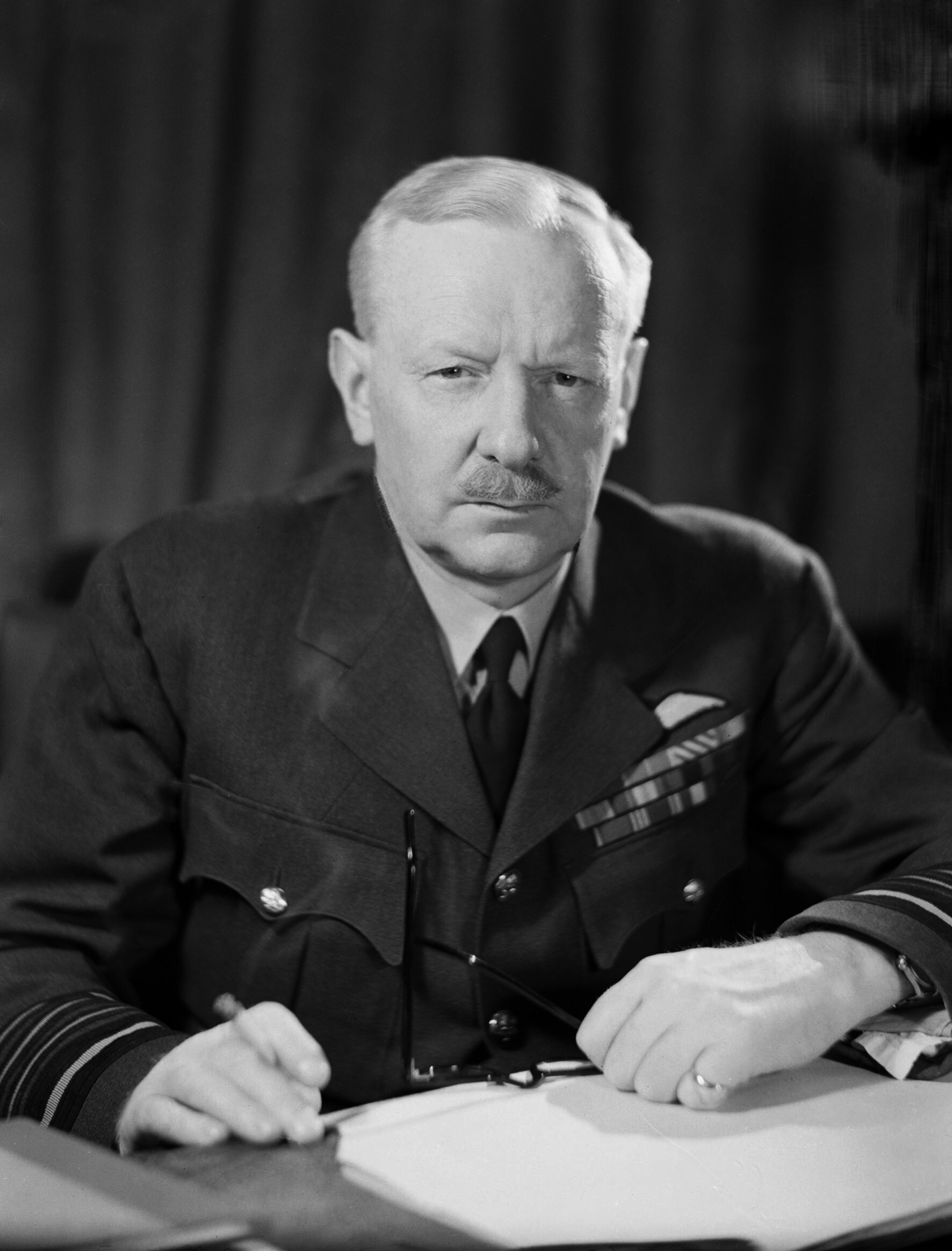
Arthur Harris, April 1944

Die Royal Air Force eröffnete den strategischen Luftkrieg gegen das Deutsche Reich im Mai 1940 im Zuge des Westfeldzugs. Nach der Bombardierung Rotterdams durch die deutsche Luftwaffe am 14. Mai wurde der strategische Luftkrieg gegen deutsche Städte autorisiert. Durch die deutschen Erfolge in die Defensive gedrängt (→ Luftschlacht um England) wurden Luftangriffe zum Mittel der Wahl, um den Krieg zum Gegner zu tragen. Die Effektivität dieser frühen Angriffe blieb jedoch gering, wie im Butt Report von 1941 offengelegt.
Untrennbar verbunden mit dem Luftkrieg des Bomber Command gegen Deutschland ist dessen Oberbefehlshaber seit Februar 1942, Air Marshal Arthur Harris. Unter seiner Führung ging das Bomber Command zu einer Strategie der Flächenbombardements über, wie sie in der Area Bombing Directive und im Dehousing Paper vorgesehen wurden. Primäres Ziel dieser Angriffe war die Moral der Zivilbevölkerung, deren Zerrüttung als wesentliche Bedingung eines erfolgreichen Kriegsausgangs galt.
Die United States Army Air Forces erschienen 1942 in Europa in Form der im Vereinigten Königreich stationierten Eighth Air Force. Diese führte im August 1942 ihre ersten Operationen gegen den europäischen Kontinent durch. Unter anderem aufgrund von Abgaben für die Operation Torch in Nordafrika Ende 1942 blieb ihre Beteiligung am Luftkrieg gegen die „Festung Europa“ jedoch zunächst überschaubar. Erst am 27. Januar 1943 flog die Eighth Air Force ihren ersten Angriff auf Ziele in Deutschland (55 Bomber – Wilhelmshaven und Emden).

### Die Casablanca-Direktive

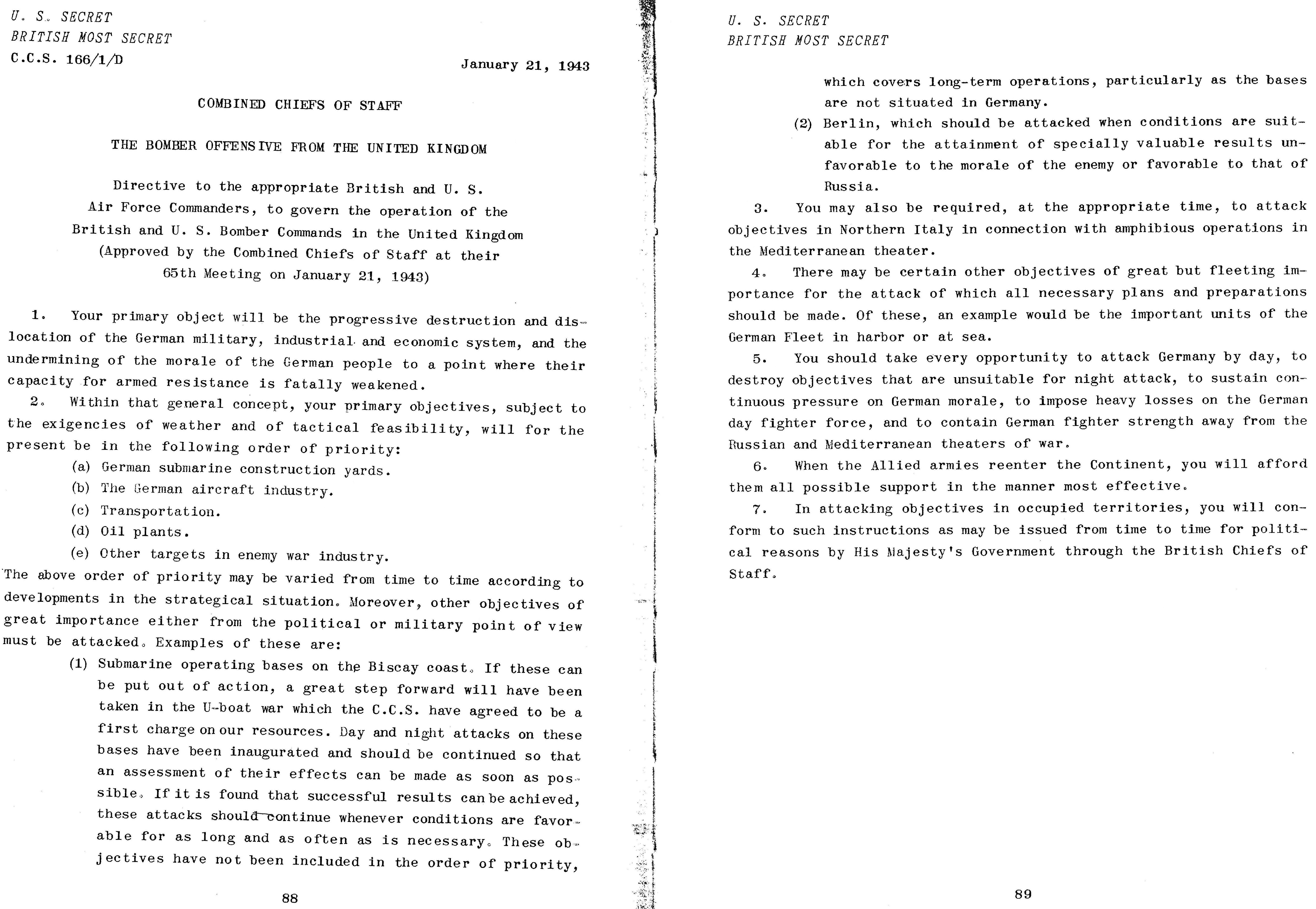
Kopie der Casablanca-Direktive

Auf der Casablanca-Konferenz im Januar 1943, auf der die Kriegspläne der Alliierten für das Jahr 1943 besprochen wurden,  wurde der Grundstein für die Combined Bomber Offensive gelegt. In der maßgeblich von dem britischen Air Vice-Marshal John Slessor entworfenen Direktive CCS 166/1/D der Combined Chiefs of Staff vom 21. Januar 1943 wurde als Ziel festgelegt:

“(…) Your primary object will be the progressive destruction and dislocation of the German military, industrial, and economic system, and the undermining of the morale of the German people to a point where their capacity for armed resistance is fatally weakened. (…)”

„Ihr primäres Ziel wird sein die zunehmende Zerstörung und Zerrüttung des deutschen militärischen, industriellen und wirtschaftlichen Systems und die Unterminierung der Moral des deutschen Volkes bis zu dem Punkt, an dem seine Fähigkeit zu bewaffnetem Widerstand entscheidend geschwächt ist.“

Als Primärziele wurden definiert:
1. U-Boot-Werften
2. die Flugzeugindustrie
3. Transportziele
4. Ölgewinnung und -verarbeitung
5. weitere Ziele der Kriegsindustrie

Mit der Koordinierung der Luftoffensive zwischen Briten und Amerikanern wurde der Chef des britischen Luftstabs, Air Chief Marshal Charles Portal, beauftragt. Die sehr allgemein gehaltene Direktive räumte beiden Seiten die Möglichkeit ein, ihre jeweilige strategische Konzeption weitgehend unabhängig voneinander zu verfolgen.

### Entstehung des CBO-Plans und Pointblank-Direktive
Der Oberbefehlshaber der United States Army Air Forces, General Henry H. Arnold, hatte im Vorfeld der Casablanca-Konferenz im Dezember 1942 ein eigenes Analystenkomitee (Committee of Operations Analysts; COA) gebildet, um Schwachpunkte im deutschen industriellen System zu identifizieren. Die Experten legten am 8. März 1943 ihren Abschlussbericht vor, der neunzehn Sektoren der deutschen Wirtschaft zur Zerstörung vorschlug. Gemäß der „Industrial-Web-Theorie“ würde die Ausschaltung einzelner Schlüsselsektoren der deutschen Wirtschaft ausreichen, die deutsche Kriegsproduktion entscheidend zu lähmen. Auf der Basis dieses Berichts wurde unter Berücksichtigung der Empfehlungen des britischen Ministry of Economic Warfare, des britischen Air Staff und der Eighth Air Force eine Liste von 76 Primärzielen in sechs Kategorien zusammengestellt, die wie folgt priorisiert waren:
1. U-Boot-Werften und -Basen
2. Flugzeugindustrie
3. Kugellagerwerke
4. synthetisches Öl
5. Gummi und Reifen
6. militärische Transportfahrzeuge

Auf dieser Grundlage arbeitete ein anglo-amerikanisches Komitee unter Leitung von Haywood S. Hansell den „Plan für die kombinierte Bomberoffensive aus dem Vereinigten Königreich“ („CBO-Plan“, auch „Eaker-Plan“, nach Ira C. Eaker, dem Oberbefehlshaber der Eighth Air Force) aus. In diesem wurde eine Abfolge von Angriffen festgelegt und die Anzahl der benötigten Bomber bestimmt. Dem Plan zufolge sollten die amerikanischen Bomberstreitkräfte im Vereinigten Königreich bis Ende März 1944 auf eine Stärke von über 2700 schweren Bombern gebracht werden. Als Zwischenziel (intermediate objective) mit höchster Priorität wurde die Reduzierung der deutschen Tagjagdstreitkräfte genannt. Am 29. April wurde der Plan von Eaker den Joint Chiefs of Staff vorgestellt und mit geringeren Modifikationen am 14. Mai auf der Washingtoner Trident-Konferenz von den Combined Chiefs of Staff genehmigt. Am 10. Juni wurde die Pointblank-Direktive, wie der Plan nun genannt wurde, an die zuständigen Befehlshaber ausgegeben. Zur Koordinierung der Pointblank-Offensive wurde zugleich ein Combined Operational Planning Committee unter Vorsitz von Brigadier General Orvil A. Anderson eingerichtet.

## Verlauf

### 1943
Als die Combined Bomber Offensive somit am 10. Juni 1943 offiziell begann, war das Bomber Command seit drei Monaten in der Battle of the Ruhr engagiert, die noch bis Ende Juli fortgeführt wurde. Die „Schlacht um das Ruhrgebiet“ hatte Harris eröffnet, als die Oboe-Navigationshilfe einsatzbereit war, deren Reichweite gerade das Ruhrgebiet abdeckte. Flugzeuge der im Sommer 1942 aufgestellten Pathfinder Force benutzten das System, um für die nachfolgenden Bomberverbände das Ziel mit Leuchtbomben zu markieren. Bei schlechter Sicht kam das Bodenradar H2S zum Einsatz.

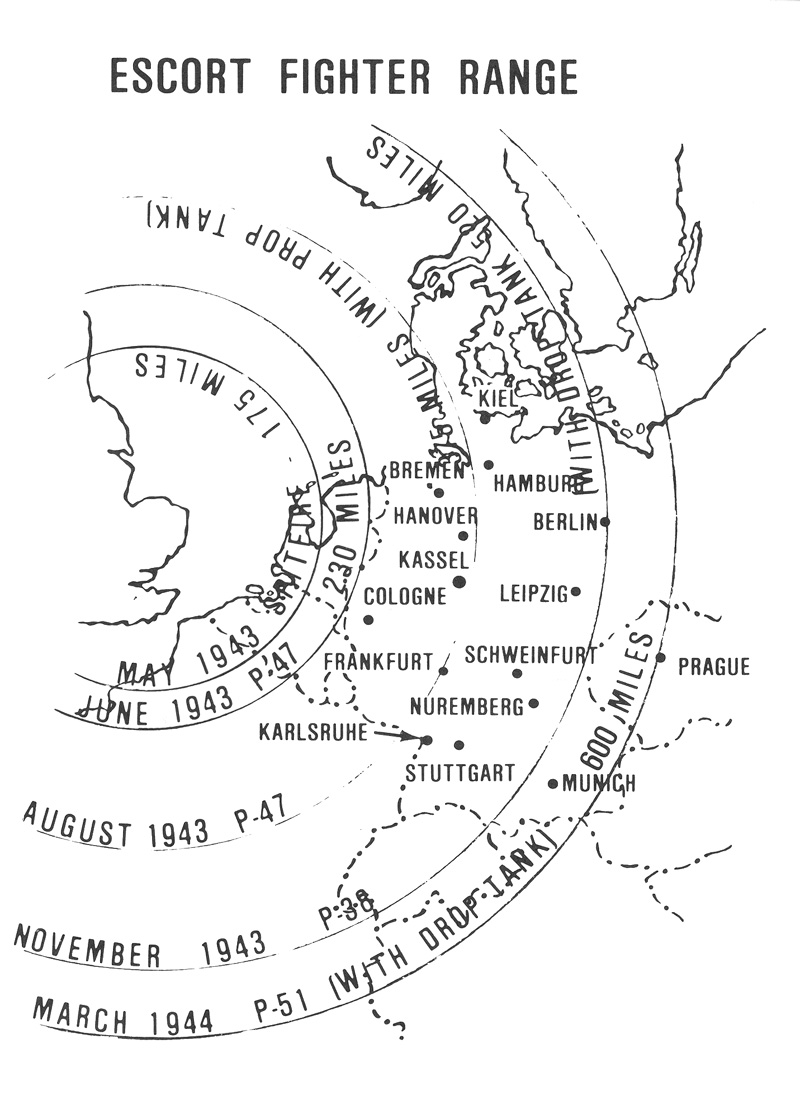
Reichweiten der Begleitjäger von 1943 bis 1944

Aus Mangel an einem Begleitjäger, der Ziele tief in Deutschland erreichen konnte, war die Eighth Air Force bis zum Sommer 1943 hauptsächlich mit Angriffen auf deutsche U-Boot-Werften und -Basen an den Küsten Frankreichs, der Niederlande und Deutschlands beschäftigt. Am 11. Juni flog die „Eighth“ erstmals einen Angriff mit mehr als 200 viermotorigen Bombern auf Deutschland. Am 22. Juni fand der erste große Tagangriff durch die USAAF auf das Ruhrgebiet statt. Ziel waren die Chemischen Werke Hüls. Die Eighth Air Force hatte im Mai 1943 Versuche begonnen, die Boeing B-17 zu einem schwer bewaffneten Begleit-Gunship umzurüsten (Boeing YB-40). Dies war kaum mehr als eine Verlegenheitslösung, nachdem schon im Januar die Verlegung der zweimotorigen P-38-Langstreckenjäger in den Mittelmeerraum beschlossen worden war. Dies beließ nur die P-47 für Geleitaufgaben, deren Reichweite noch nicht für Einsätze über Deutschland ausreichte. Erst im Juli 1943 wurden die ersten Abwurftanks für die P-47 der Eighth Air Force verfügbar.

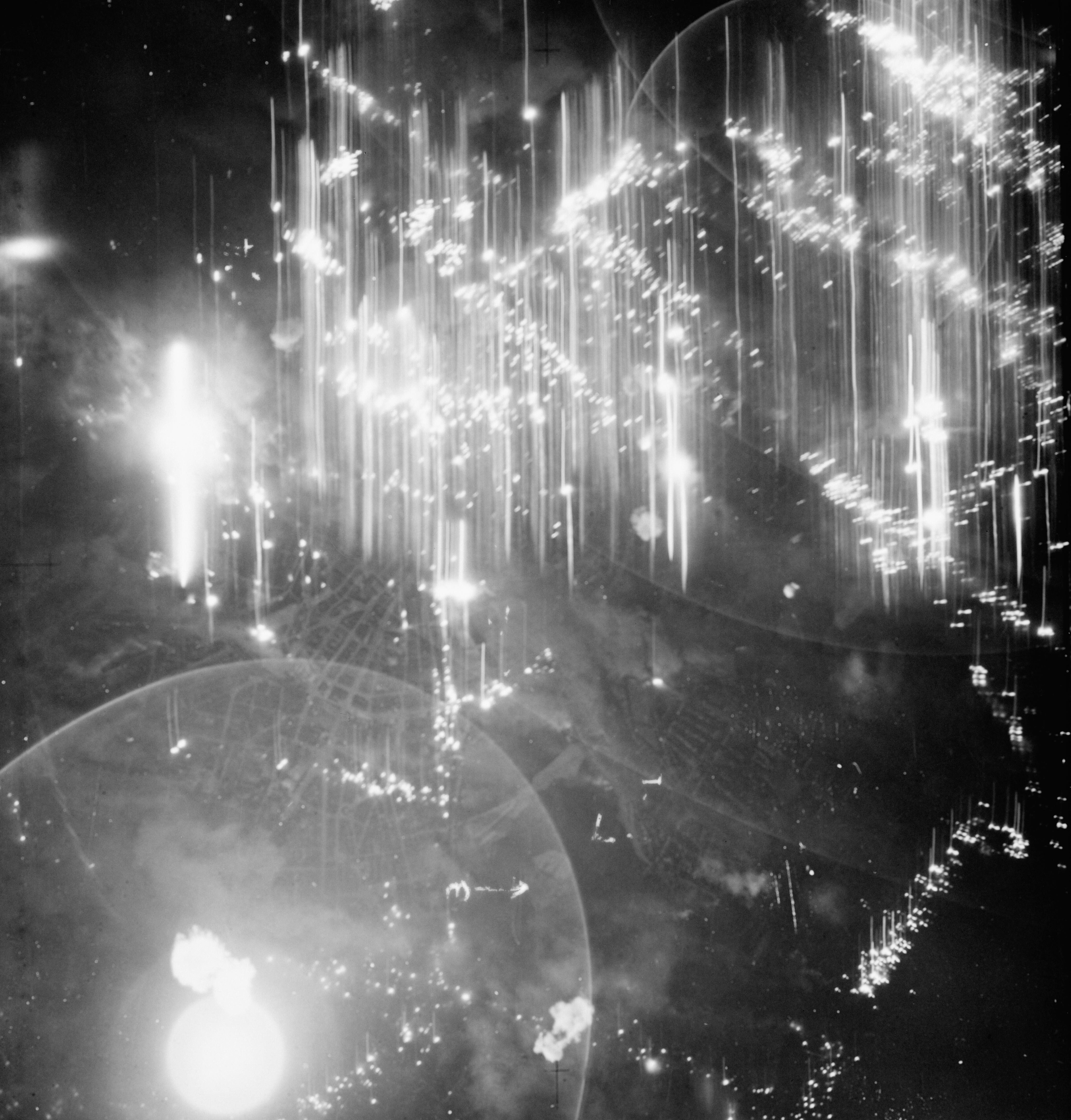
Nachtangriff der RAF auf Hamburg am 24./25. Juli 1943 im Rahmen der Operation Gomorrha

Zum ersten wirklich kombinierten Einsatz beider Luftstreitkräfte kam es während der Operation Gomorrha Ende Juli, als US-Bomber bei Tag am 25. Juli das bereits durch einen vorhergehenden britischen Nachtangriff schwer getroffene Hamburg angriffen. Dies war der Auftakt zur „Blitz Week“ der Eighth Air Force, während der erstmals auch Ziele tief in Deutschland angegriffen wurden, unter anderem die Focke-Wulf-Werke in Oschersleben. Die „Battle of Hamburg“ war die erste Gelegenheit, bei der die Briten Düppel, von ihnen „Window“ genannt, einsetzten, wodurch das deutsche Radarfrühwarnsystem der Kammhuber-Linie mit einem Schlag unwirksam wurde.

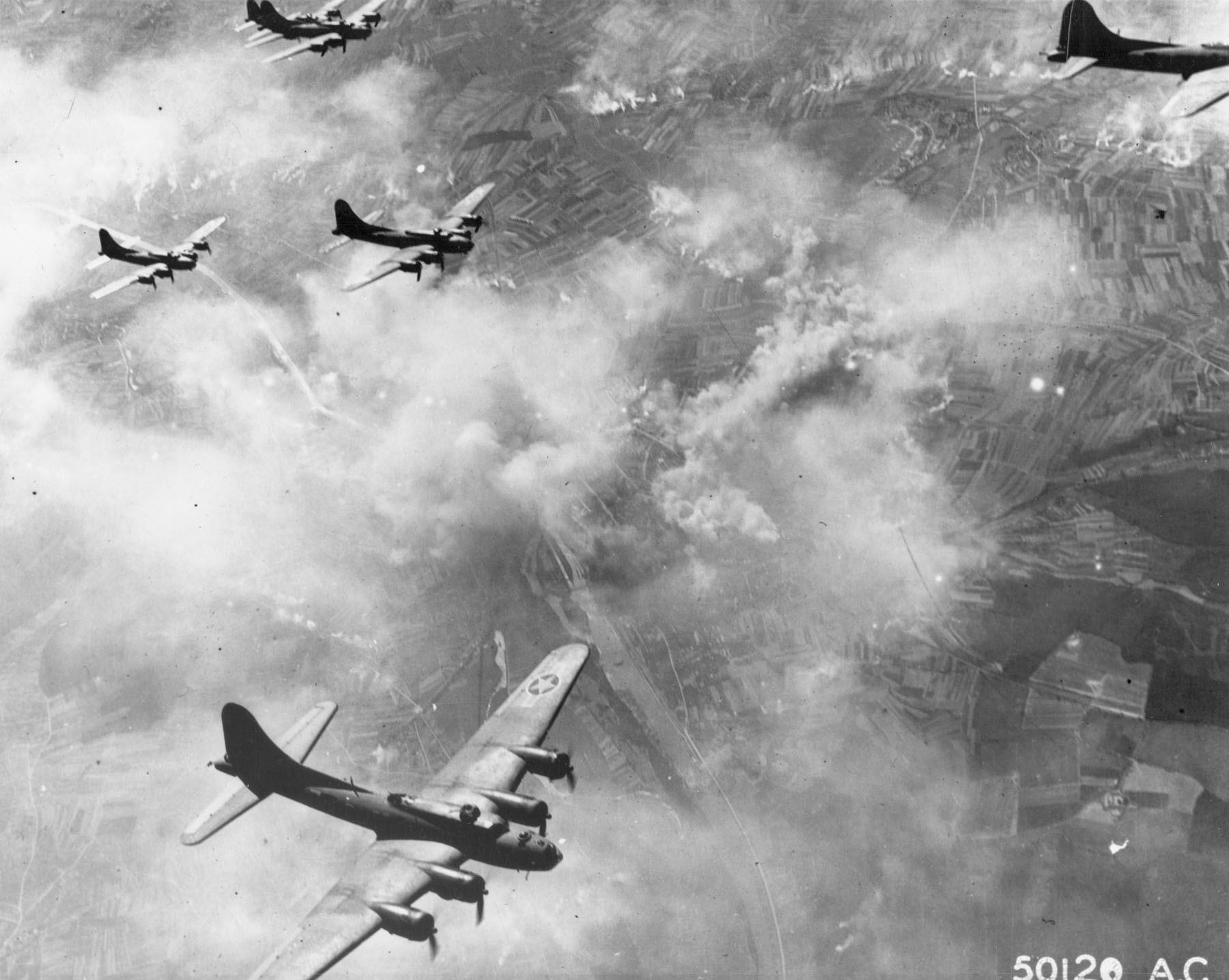
B-17 über Schweinfurt am 17. August 1943

Den vorläufigen Höhepunkt der US-Bomberoperationen bildete die Operation Double Strike gegen Schweinfurt und Regensburg am 17. August. Die dabei erlittenen hohen Verluste wie auch die bei einem zweiten Angriff auf Schweinfurt im Oktober signalisierten, dass entgegen den Vorhersagen Missionen tief im Feindesland ohne Begleitschutz nicht erfolgversprechend durchgeführt werden konnten. Die Angriffe auf Kugellagerwerke waren im CBO-Plan vorgesehen worden. Aus amerikanischer Sicht womöglich kriegsentscheidend, tat Harris diese Angriffe gegen „panacea targets“ von vornherein ab. Die deutsche Rüstungsindustrie wurde dadurch nicht beeinträchtigt. Im September 1943 kam es zur ersten Mission, bei der die US-Bomber ihre Bombenlast absichtlich „blind“ abwarfen: bei einem Angriff auf Emden wurde das von den Briten übernommene H2S-Radar eingesetzt, um durch eine Wolkenschicht das Ziel zu bombardieren. Derartige Angriffe wurden im Herbst und Winter 1943/44 immer häufiger angewendet, damit die Bomber bei schlechten Wetterbedingungen dennoch aktiv eingesetzt werden konnten. Die Amerikaner entwickelten das System selbständig weiter und nannten ihre Version „H2X“.
Eine Wende im Bombenkrieg wurde durch das Erscheinen des Langstrecken-Begleitjägers P-51 auf dem europäischen Kriegsschauplatz im Dezember 1943 eingeleitet. Mit diesem begann die eigentliche Erringung der Luftherrschaft über Deutschland bei Tag. Während die deutschen Nachtjäger den britischen Bomberverbänden weiterhin empfindliche Verluste beibringen konnten, so während der „Battle of Berlin“ von November 1943 bis März 1944, sanken die prozentualen Verluste der Amerikaner nach den Rückschlägen der vergangenen Monate wieder auf ein erträgliches Maß. Zugleich stieg die Zahl der Bomberverbände der USAAF im Vereinigten Königreich kontinuierlich an, obwohl sie nach den Berechnungen des britischen Chief of the Air Staff Portal, die dieser auf der Kairo-Konferenz im Dezember den Combined Chiefs of Staff vorstellte, immer noch drei Monate hinter dem Plan zurückhinkte. Auf dieser Konferenz kündigten die Amerikaner die Bildung eines eigenen Hauptquartiers United States Strategic Air Forces in Europe (USSAFE, später USSTAF) zur Kontrolle ihrer strategischen Bomberflotten in Europa an. Damit wurde der Tatsache Rechnung getragen, dass eine neue amerikanische Luftflotte, die Fifteenth Air Force, ihre Operationen von Italien aus aufgenommen hatte, nachdem die Alliierten dort Fuß gefasst hatten. Den Oberbefehl über USSTAF erhielt der frühere Befehlshaber der Eighth Air Force, General Carl A. Spaatz.

### 1944

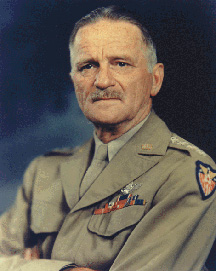
Carl A. Spaatz

Der Beginn des Jahres 1944 stand im Zeichen von Rivalitäten im Zusammenhang mit der geplanten Operation Overlord. Für die Dauer dieser Operation sollten die strategischen Bomberflotten der Kontrolle des Oberbefehlshabers von SHAEF, Dwight D. Eisenhower, unterliegen. Das zwischenzeitlich gebildete Hauptquartier Allied Expeditionary Air Forces unter dem Briten Trafford Leigh-Mallory schaltete sich in die Zielplanungen für Overlord ein und legte Ende Januar seinen Transportation Plan vor. Dieser traf auf den Widerstand vor allem Spaatz’, der seinen Oil Plan durchsetzen wollte. Im Kern ging es dabei weniger um Zielprioritäten als um die Frage, wie die Kontrolle über die schweren Bomberflotten zukünftig ausgeübt werden sollte. Letztlich wurden beide Pläne realisiert und erwiesen sich als entscheidend für den Erfolg der jeweiligen Missionen.
Die bis dahin erfolgreichste Operation der Combined Bomber Offensive war die im Februar 1944 stattfindende Operation Argument, besser bekannt als „Big Week“. Der Erfolg bestand weniger in der eigentlich angestrebten Reduzierung des deutschen Ausstoßes an Jagdflugzeugen (dieser erreichte im Jahr 1944 seinen Höchststand) als darin, die Luftwaffe zur Verteidigung zu zwingen. Aufgrund einer neuen Taktik der Amerikaner, die General James H. Doolittle, neuer Oberbefehlshaber der Eighth Air Force, im Januar eingeführt hatte und nach der die Begleitjäger freie Hand zur Bekämpfung der deutschen Jäger erhielten, stiegen die deutschen Verluste an Jagdpiloten stetig an. Dieser Aderlass war für die Luftwaffe nur noch schwer zu verkraften. Auf der Suche nach einem Ziel, das von den deutschen Tagjagdkräften verteidigt werden würde, beteiligte sich die Eighth Air Force im März 1944 auch mit mehreren Angriffen an Harris’ „Schlacht um Berlin“.
Ein weiterer Engpass auf deutscher Seite war die Versorgung mit Ölprodukten, der nach Spaatz’ Vorstellungen entschieden ausgenutzt werden sollte. Nach ersten Luftangriffen auf Ploiești 1942 und 1943 sollte nach Spaatz’ Auffassung eine regelrechte „Öloffensive“ gegen Hydrierwerke und Raffinerien im deutschen Machtbereich beginnen. Er konnte sich damit jedoch zunächst nicht durchsetzen. Im April 1944 kam die Leitung der Operationen der strategischen Bomberflotten unter die Kontrolle des Oberbefehlshabers der Allied Expeditionary Force, General Eisenhower, der sie durch seinen Stellvertreter Arthur Tedder ausüben ließ. Gemäß dem Transportation Plan folgten Angriffe auf Transportziele in den besetzten Ländern Westeuropas sowie auf V-Waffen-Einrichtungen (Operation Crossbow), Radaranlagen, Küstenbefestigungen und Flugplätze (vgl. Luftkrieg während der Operation Overlord). Durch Ultra-Informationen gelang es im Mai, Eisenhower (und die Briten) vom Sinn einer Ölkampagne zu überzeugen, die Anfang Juni von SHAEF offiziell ausgerufen wurde.
Schon die ersten versuchsweisen Angriffe auf Ölanlagen im Mai hatten in der deutschen Luftwaffenführung zu Panikerscheinungen geführt. Am 30. Mai wurde Edmund Geilenberg zum „Generalkommissar für die Sofortmaßnahmen beim Reichsminister für Rüstung und Kriegsproduktion“ ernannt. Sein Mineralölsicherungsplan sah unter anderem die Untertageverlagerung von Raffinerien vor. U-Verlagerung war auch das Mittel der Wahl, andere kriegswichtige Industrien am Leben zu erhalten, so Produktionsstätten für die Vergeltungswaffen und für Düsenflugzeuge.
Die am 12. Juni begonnene V-Waffen-Offensive gegen das Vereinigte Königreich („Unternehmen Rumpelkammer“) forderte ihren eigenen Tribut von der Combined Bomber Offensive. Britischen Forderungen nach Gegenmaßnahmen konnten sich die Amerikaner schlecht verschließen, so dass ein beträchtlicher Teil der verfügbaren Flugtage im Sommer 1944 in die Neutralisierung der V-Waffen-Bedrohung investiert werden musste. Ebenso erschien es notwendig, den stockenden Vormarsch der Bodentruppen in der Normandie durch die schweren Bomber in Gang bringen helfen zu lassen. Beides bedeutete jedoch nur eine zeitweilige Unterbrechung der Luftoffensive gegen das Deutsche Reich. Auf der Zweiten Québec-Konferenz im September wurde beschlossen, die Bomberflotten wieder den Combined Chiefs of Staff zu unterstellen. Portal und Henry H. Arnold, der Oberkommandierende der USAAF, sollten den Bombenkrieg leiten, in deren Auftrag agierten der Deputy Chief of the Air Staff Norman Bottomley und Spaatz als Chef von USSTAF.
Am 10. September erreichten US-Bodentruppen nach dem schnellen Vormarsch durch Frankreich die Grenze des Deutschen Reichs, wenig später schlug die Operation Market Garden zur Überquerung des Niederrheins fehl. Der Vormarsch der Alliierten kam am Westwall und an natürlichen Hindernissen zum Stehen. Dies verhinderte vermutlich die Operation Thunderclap, einen geplanten massiven Luftangriff auf Berlin mit allen verfügbaren Flugzeugen, der über 100.000 Zivilisten töten und das Deutsche Reich zur Kapitulation bringen sollte.

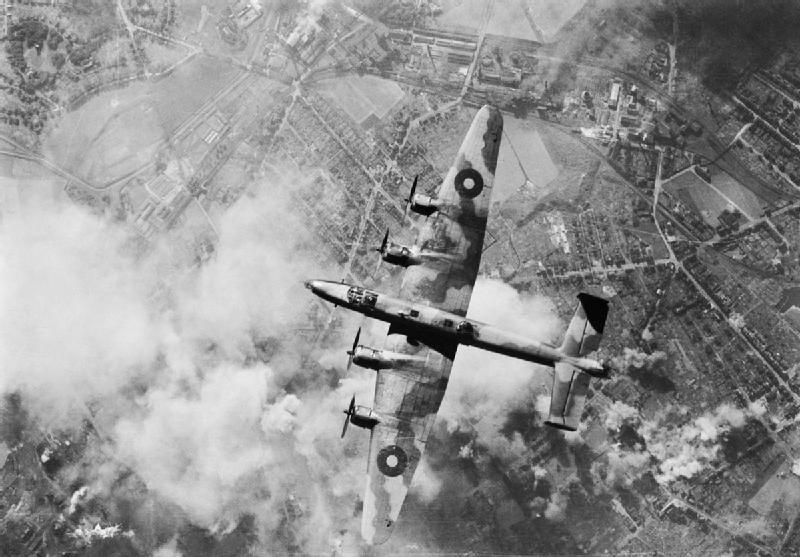
Eine Handley Page Halifax bei einem Tagangriff auf die Raffinerie in Wanne-Eickel, Oktober 1944

Ende September einigten sich Bottomley und Spaatz auf die „Strategic Bombing Directive No. 1“. Darin wurde Ölzielen die höchste Priorität eingeräumt, gefolgt von Rüstungszielen. Schlechtwetterziele sollten Industriestädte sein, die mit den verfügbaren Navigationshilfen zu finden waren. Zur Auswahl der geeignetsten Ziele wurde im Oktober das Combined Strategic Targets Committee unter Vorsitz von Sydney Bufton gebildet. Ende Oktober folgte eine zweite Direktive mit leicht geänderten Prioritäten: Die Alliierten hatten erkannt, dass Verkehrsziele ein ähnliches Potential wie Ölziele boten, das deutsche militärisch-industrielle System lahmzulegen. Der verminderte Transport von Kohle aus dem Ruhrgebiet hatte bereits zu Engpässen bei der Energieerzeugung geführt und stellte zusammen mit der Zerstörung wichtiger Bahnstrecken die Reichsbahn vor immer größere Probleme. Als Konsequenz wurden Angriffe auf Rüstungsziele verworfen, soweit sie nicht von den Befehlshabern der Bodentruppen ausdrücklich erbeten wurden.
Im Herbst und Winter 1944 wurden durch schlechtes Wetter Einsätze mit Radarunterstützung die Norm anstatt der Ausnahme. Im letzten Quartal des Jahres 1944 machten sie bei der USAAF zwischen 70 und 80 % aller Einsätze aus. Die Angriffe auf Ziele wie Rangierbahnhöfe waren zwar effektiv, aber sehr ungenau und führten zu massiven Zerstörungen der umliegenden Städte. Die am 16. Dezember begonnene Ardennenoffensive zwang die alliierten Bomberflotten bis in den Januar 1945 zu einem großen Anteil von Einsätzen zur Unterstützung der Bodentruppen.

### 1945

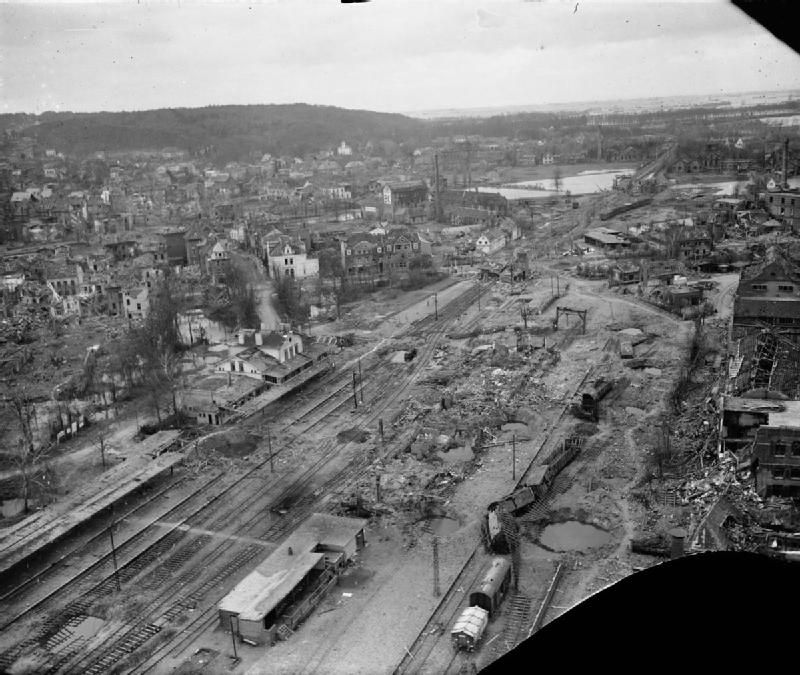
Zerstörter Bahnhof in Kleve, Februar 1945

Am 12. Januar erging die Directive No. 3 for the Strategic Air Forces in Europe, die auf Befürchtungen innerhalb der Air Forces über deutsche Düsenjets, aber auch etwa der Marine über neue deutsche U-Boot-Typen reagierte. Diese wurde Ende Januar auf der Konferenz von Malta insoweit abgeändert, dass Verkehrszentren im Osten Deutschlands wie Berlin, Leipzig und Dresden mit zweithöchster Priorität nach Öl auf die Zielliste aufgenommen wurden. Damit sollte den Sowjets die Bereitschaft signalisiert werden, ihre Winteroffensive zu unterstützen. Auch spielte das Bestreben eine Rolle, das Chaos durch die massenhaften Evakuierungen aus dem Osten auszunutzen und zu verstärken. Die Verkehrssituation in Deutschland sollte ferner durch eine großangelegte Angriffswelle auf bisher wenig bombardierte Kleinstädte verschlimmert werden. Davon versprach man sich auch eine Demonstration der Macht der alliierten Bomberflotten auf dem Land, das bisher nur wenig vom Bombenkrieg betroffen gewesen war. Konsequenz dieser Planungen waren unter anderem die verheerenden Luftangriffe auf Dresden und die Operation Clarion im Februar. Letztere sollte die Offensive der Bodentruppen zum Rhein unterstützen und wurde von allen verfügbaren Flugzeugen inklusive Jägern – insgesamt über 9.000 Maschinen – geflogen.
Im März 1945 erreichte der strategische Luftkrieg nach abgeworfener Bombenlast seinen Höhepunkt, was auch der – trotz Düsenjäger – kaum noch vorhandenen Gegenwehr der Luftwaffe geschuldet war. Aus heute unbekannten Gründen verlangte der britische Premier Churchill am 28. März, nach der erfolgreichen Rheinüberquerung der alliierten Armeen, in einer Note an Portal die Einstellung der Flächenangriffe gegen Städte:

“The moment has come when the question of bombing German cities simply for the sake of increasing the terror, though under other pretexts, should be reviewed. Otherwise, we shall come into control of an utterly ruined land. The destruction of Dresden remains a serious query against the conduct of Allied bombing. I am of the opinion that military objectives must henceforward be more strictly studied in our own interests rather than that of the enemy. The Foreign Secretary has spoken to me on this subject, and I feel the need for more precise concentration upon military objectives such as oil and communications behind the immediate battle zone, rather than on mere acts of terror and wanton destruction, however impressive.”

„Es ist nun der Zeitpunkt gekommen, zu dem die Frage der Bombardierung Deutschlands nur um der Erhöhung des Terrors Willen, wenn auch unter anderen Vorwänden, überdacht werden sollte. Andernfalls würden wir ein komplett zerstörtes Land besetzen. Die Zerstörung Dresdens bleibt eine ernster Kritikpunkt gegen die Durchführung der alliierten Bombardierungen. Ich bin der Meinung, dass militärische Zielsetzungen in Zukunft stärker in Bezug auf unsere eigenen Interessen untersucht werden müssen als die des Feindes. Das Außenministerium hat mit mir über dieses Thema gesprochen und ich denke, dass eine genauere Konzentration auf militärische Ziele wie Öl und rückwärtige Verbindungen hinter der direkten Kriegszone nötig ist, im Gegensatz zu bloßen Terrorakten und mutwilliger Zerstörung, wie beeindruckend diese auch sein mögen.“

Am 6. April wurde die Strategie des Flächenbombardements durch das Bomber Command offiziell beendet, mit Ausnahme militärisch gebotener Einsätze. Am 12. April ordneten Spaatz und Bottomley in ihrer letzten strategischen Direktive (No. 4) an, dass die Bomberflotten von nun an nur noch die Operationen der Bodenkräfte unterstützen sollten. Dazu gehörte auch das „Sturmreif-Bomben“ von Städten.
Zu den letzten Angriffen des Krieges der aus England operierenden viermotorigen Bomberflotten kam es am 25./26. April, dazu zählte ein Angriff auf Hitlers Berghof. Das Bomber Command setzte seine Flugzeuge anschließend für die Repatriierung britischer Kriegsgefangener ein (Operation Exodus), sowie mit der Eighth Air Force für den Abwurf von Lebensmitteln über den noch besetzten Niederlanden (Operationen Manna und Chowhound). Die letzte strategische Mission der Fifteenth Air Force in Europa wurde am 1. Mai gegen Salzburg geflogen, in der Nacht auf den 3. Mai folgte ein letzter Luftangriff auf Kiel des RAF Bomber Command.

## Bilanz

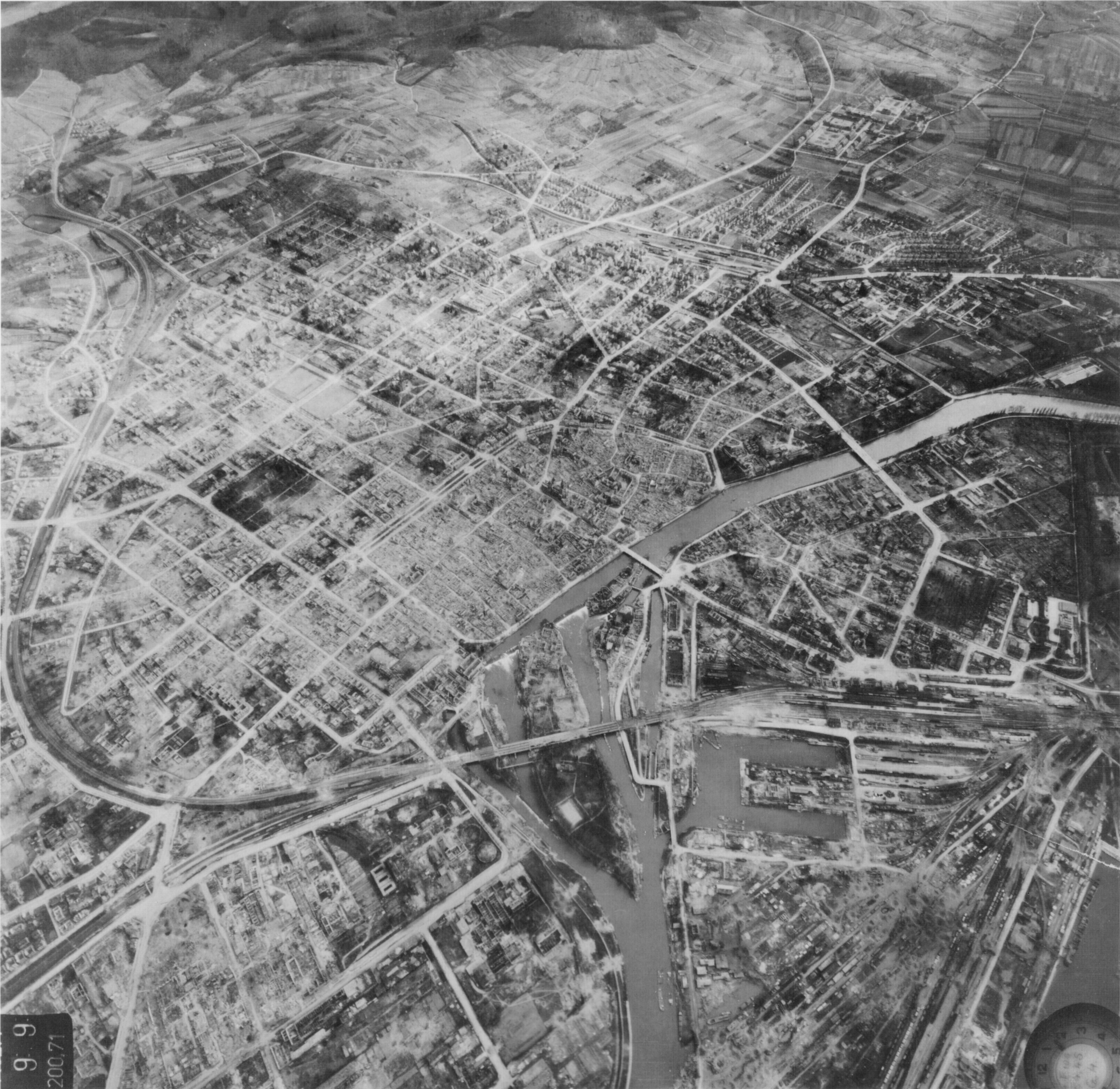
Das zerstörte Heilbronn, April 1945

Die Ergebnisse der Combined Bomber Offensive wurden nach dem Krieg durch den United States Strategic Bombing Survey (USSBS) und die British Bombing Survey Unit (BBSU) ausgewertet. Beide kamen zu dem Schluss, dass die Kampagne bis Anfang 1944 weitgehend ineffektiv gewesen sei, danach aber entscheidend zum Sieg über Deutschland beigetragen habe. Als entscheidende Kampagnen wurden die gegen Öl- und Transportziele bewertet. Laut dem USSBS war hierfür die Niederringung der Luftwaffe durch US-Begleitjäger eine notwendige Voraussetzung. Das scheinbare Paradox der Steigerung der deutschen Rüstungsproduktion bei gleichzeitiger Intensivierung des Bombenkrieges (vgl. Rüstungswunder) wurde von den alliierten Experten erkannt, eine entscheidende Beeinflussung des Kriegsausgangs sei aber durch andere Faktoren verhindert worden.
Die Konsequenzen der CBO für die deutsche Zivilbevölkerung waren schwerwiegend. Die Menschenverluste lassen sich nicht eindeutig beziffern. In einer Publikation des Statistischen Bundesamtes aus den 1950er Jahren wurde die Zahl der Bombentoten auf dem Gebiet des Deutschen Reiches in den Grenzen von 1942 auf 635.000 geschätzt. Heute wird davon ausgegangen, dass im gesamten Zweiten Weltkrieg zwischen 360.000 und 465.000 Menschen im Deutschen Reich in den Grenzen von 1937 (inklusive Ausländer – Zwangsarbeiter, Kriegsgefangene usw. – und Wehrmachtssoldaten) ihr Leben verloren, die bei weitem überwiegende Zahl davon in den Jahren der CBO (1943 bis 1945). Etwa 40 % der deutschen Wohnsubstanz in Städten mit über 20.000 Einwohnern wurden zerstört, mit entsprechenden Auswirkungen wie weitreichenden Evakuierungen. In Großstädten konnte diese Rate 70 % erreichen, in einigen Mittel- und Kleinstädten über 80 bis 100 %. Den Schätzungen des USSBS zufolge wurden über 7,5 Millionen Deutsche obdachlos. Etwa 400 Millionen Kubikmeter Schutt waren zu beseitigen.
Immens waren auch die Schäden an Kulturgütern. Das Stadtbild vieler Städte wandelte sich durch den Verlust historischer Bausubstanz nachhaltig. Viele mittelalterliche Stadtkerne mit kulturell bedeutenden Bauten wie Kirchen und Stadtschlössern gingen unwiederbringlich verloren. Auch Museen, Kunstsammlungen und Veranstaltungsgebäude wurden schwer getroffen. Schätzungen zufolge verloren die deutschen Bibliotheken trotz umfangreicher Auslagerungen mindestens ein Drittel ihrer etwa 75 Millionen Bände.